# Sail-les-Bains
Sail-les-Bains è un comune francese di 217 abitanti situato nel dipartimento della Loira della regione dell'Alvernia-Rodano-Alpi.

## Società

### Evoluzione demografica
Abitanti censiti